# アプチアン
| 累代        | 代     | 紀       | 世           | 期                     | 基底年代 Mya |
| ----------- | ------ | -------- | ------------ | ---------------------- | ------------ |
| 顕生代      | 新生代 | 新生代   | 新生代       |                        | 66           |
| 顕生代      | 中生代 | 白亜紀   | 後期白亜紀   | マーストリヒチアン     | 72.1         |
| 顕生代      | 中生代 | 白亜紀   | 後期白亜紀   | カンパニアン           | 83.6         |
| 顕生代      | 中生代 | 白亜紀   | 後期白亜紀   | サントニアン           | 86.3         |
| 顕生代      | 中生代 | 白亜紀   | 後期白亜紀   | コニアシアン           | 89.8         |
| 顕生代      | 中生代 | 白亜紀   | 後期白亜紀   | チューロニアン         | 93.9         |
| 顕生代      | 中生代 | 白亜紀   | 後期白亜紀   | セノマニアン           | 100.5        |
| 顕生代      | 中生代 | 白亜紀   | 前期白亜紀   | アルビアン             | 113          |
| 顕生代      | 中生代 | 白亜紀   | 前期白亜紀   | アプチアン             | 125          |
| 顕生代      | 中生代 | 白亜紀   | 前期白亜紀   | バレミアン             | 129.4        |
| 顕生代      | 中生代 | 白亜紀   | 前期白亜紀   | オーテリビアン         | 132.9        |
| 顕生代      | 中生代 | 白亜紀   | 前期白亜紀   | バランギニアン         | 139.8        |
| 顕生代      | 中生代 | 白亜紀   | 前期白亜紀   | ベリアシアン           | 145          |
| 顕生代      | 中生代 | ジュラ紀 | 後期ジュラ紀 | チトニアン             | 152.1        |
| 顕生代      | 中生代 | ジュラ紀 | 後期ジュラ紀 | キンメリッジアン       | 157.3        |
| 顕生代      | 中生代 | ジュラ紀 | 後期ジュラ紀 | オックスフォーディアン | 163.5        |
| 顕生代      | 中生代 | ジュラ紀 | 中期ジュラ紀 | カロビアン             | 166.1        |
| 顕生代      | 中生代 | ジュラ紀 | 中期ジュラ紀 | バトニアン             | 168.3        |
| 顕生代      | 中生代 | ジュラ紀 | 中期ジュラ紀 | バッジョシアン         | 170.3        |
| 顕生代      | 中生代 | ジュラ紀 | 中期ジュラ紀 | アーレニアン           | 174.1        |
| 顕生代      | 中生代 | ジュラ紀 | 前期ジュラ紀 | トアルシアン           | 182.7        |
| 顕生代      | 中生代 | ジュラ紀 | 前期ジュラ紀 | プリンスバッキアン     | 190.8        |
| 顕生代      | 中生代 | ジュラ紀 | 前期ジュラ紀 | シネムーリアン         | 199.3        |
| 顕生代      | 中生代 | ジュラ紀 | 前期ジュラ紀 | ヘッタンギアン         | 201.3        |
| 顕生代      | 中生代 | 三畳紀   | 後期三畳紀   | レーティアン           | 208.5        |
| 顕生代      | 中生代 | 三畳紀   | 後期三畳紀   | ノーリアン             | 227          |
| 顕生代      | 中生代 | 三畳紀   | 後期三畳紀   | カーニアン             | 237          |
| 顕生代      | 中生代 | 三畳紀   | 中期三畳紀   | ラディニアン           | 242          |
| 顕生代      | 中生代 | 三畳紀   | 中期三畳紀   | アニシアン             | 247.2        |
| 顕生代      | 中生代 | 三畳紀   | 前期三畳紀   | オレネキアン           | 251.2        |
| 顕生代      | 中生代 | 三畳紀   | 前期三畳紀   | インドゥアン           | 251.902      |
| 顕生代      | 古生代 | 古生代   | 古生代       |                        | 541          |
| 原生代      | 原生代 | 原生代   | 原生代       |                        | 2500         |
| 太古代      | 太古代 | 太古代   | 太古代       |                        | 4000         |
| 冥王代      | 冥王代 | 冥王代   | 冥王代       |                        | 4600         |
| 1. 2. 3. 4. |        |          |              |                        |              |

アプチアン（英語: Aptian）は、1億2500万年前から1億1300万年前にあたる前期白亜紀の地質時代名の一つ。
なお、「アプト階」「アプチアン階」という名称があるが、これらは時代を示すものではない。「階」は地層に対して当てられる単位（層序名）であり、層序名「アプト階」「アプチアン階」と時代名「アプト期」「アプチアン期」は対を成す関係である。詳しくは「累代」を参照のこと。

## 層序学的定義
アプチアン/アルビアン境界の定義は2016年に現在のものとなった。フランスのドローム県 Arnayon の Col de Pré-Guittard セクションキール層準基底のLeymeriella tardefurcata が境界を規定する主指標として提案されたが、提案された境界直下に不連続があること、主指標となるアンモナイトの広域性に問題があること、微化石やバイオマーカーなど副指標が限られていることから白亜系小委員会に却下された。一方で同一セクションのキリアン層準は2015年に白亜系小委員会で承認を受け、2016年3月に国際地質科学連合が国際標準模式層断面及び地点に批准した。この層準の浮遊性有孔虫 Microhedbergella renilaevis が主指標として境界を定義し、副指標にはアンモナイト・イノセラムス類・ナノプランクトン・炭素同位体比変動・岩相変化など28の指標が設定された。ただしキリアン層準の浮遊性有孔虫による定義も完全無欠ではなく、有孔虫は形態の似た種が多いため種同定が保存状態に大きく左右されるという欠点がある。

## 出来事

### 火成活動
アプチアンでは火成活動が活発であり、1億2500万年前にはオントンジャワ海台が、1億2050万年前にはマニヒキ海台、さらにその後にはケルゲレン海台が形成された。前者2つの海台は後述するOAE1aの時期、後者はOAE1bの時期にあたる。特にオントンジャワ海台の形成は2000万 km3 もの溶岩を噴出した大規模なもので、これにより発生した二酸化炭素はその温室効果を以て両極の氷床を融解させ、海洋の熱塩循環を停滞させることとなり、後述する海洋無酸素事変にも大きく影響した。
オントンジャワ海台の形成に関しては、地球内部のマントルが大規模に溶融して莫大なマグマを生じた説と、隕石が衝突して火山活動が起きた説があった。地球上の岩石と地球外天体とでは白金族元素の濃度が大きく異なるため、オントンジャワ海台活動期の海底堆積物の組成から、オントンジャワ海台の形成は隕石によらない通常の火山活動に起因することが判明した。

### 海洋無酸素事変
中央太平洋南部のマニヒキ海台に分布するバレミアン階からアプチアン階の地層から産出した緑黒色ワックス質火山砕屑岩は全有機炭素が28.7%に達する。1976年当初はこの有機炭素の量は海洋循環の弱化によるものであると説明されていたが、世界の海洋で酸素極小帯が卓越した結果、すなわち海洋無酸素事変の結果であると考えられるようになった。
前期アプチアンの後期（約1億2000万年前）にはOAE1aと呼ばれる海洋無酸素事変が発生し、放散虫は種レベルで41%、日本近海のアンモナイトは完全に絶滅した。火山活動の直後に約50 - 100万年ほどかけて黒色頁岩が全球的に、特に東太平洋熱帯域・南太平洋・南北大西洋・ヨーロッパ大陸海・南極海に堆積した。黒色頁岩に海生プランクトン起源と見られるケロジェンが確認されていることから、気候変動や海進により淡水や降水が海洋に流れ込んで熱塩循環を停滞させたこと、淡水に含まれる栄養塩により生物生産が活発化して酸素が大量に消費されたことが原因とされる。OAE1aの直前にはナノプランクトンの絶滅イベントが起こった。海水準変動に伴うメタンハイドレートの分解が起こり、軽い炭素13を含むメタンガスが待機中に放出されてδ13C値は一時的に負にシフトした。メタンは温室効果ガスの一種であるが、酸素極小帯が卓越した状況で硝酸が枯渇し、窒素固定が可能であるシアノバクテリアが繁栄したため、その光合成により同じく温室効果ガスである二酸化炭素が大きく消費された。ハプト藻や渦鞭毛藻による生物生産が活発であったことも手伝い、OAE1aの終期には大気中の二酸化炭素が最大で10 - 15%減少し、表層海水温は30 - 32℃から27℃まで低下した。
さらに、アプチアンからアルビアンをまたぐ時期（1億1450万 - 1億821万年前）にはメキシコなど当時のテチス海の各地で黒色頁岩が堆積しており、OAE1bと呼ばれる別の海洋無酸素事変が生じたとされる。詳細はアルビアンの記事を参照。

## 日本において
勝山市北谷・恐竜化石発掘調査現場が位置する福井県勝山市の手取層群北谷層は、層を構成する砂岩泥岩相互層から植物や二枚貝の化石が産出しており、その対比からアプチアンの地層であると考えられている。日本で化石が産出した竜脚類では、勝山市から大腿骨や歯が産出したフクイティタンや、兵庫県丹波市から尾椎骨や歯が産出したタンバティタニスがアプチアンのものである。石川県白山市から産出したティタノサウルス形類の歯もバレミアン階からアプチアン階に由来する。また、高知県の高知盆地の長柴層と和田層からもバレミアン階からアプチアン階にかけてのアンモナイトが多産する。和田層から産出した2種のアンモナイトは、後期アプチアンにあたる銚子層群の酉明浦層、および宮古層群の田野畑層と平井賀層のアンモナイトと種レベルで一致した。
OAE1aで日本近海のアンモナイトは全滅したものの、海洋無酸素事変に特徴的な黒色頁岩は日本では産出していない。ただし、δ13C値の変動に基づいて北海道の蝦夷層群にOAE1aにあたる地層があるとされる。OAE1bについては、日本でそれに該当する地層は発見されていない。
日本においてアプチアン/アルビアン境界は北海道の蝦夷層群にある。主指標種 M. renilaevis やその他副指標種の鑑定は難しいが、炭素同位体比変動が指標として重要である可能性がある。大夕張地域では当該の層準が失われている可能性があるが、蝦夷層群が分布するその他の地域では現存する見込みがある。